# Bowers Gifford and North Benfleet
Bowers Gifford and North Benfleet is een civil parish in het bestuurlijke gebied Basildon, in het Engelse graafschap Essex. In 2011 telde het civil parish 1936 inwoners.